# 이민영 (축구인)
이민영(1991년 ~ )은 대한민국의 여자 축구 지도자로 동티모르 여자 축구 국가대표팀의 사령탑을 맡았으며 현재는 경상북도 경산시 대경대학교 스포츠경기지도과 초빙조교수 겸 여자 축구팀 감독으로 활동하고 있다.

## 선수 시절
초등학교 3학년 때부터 축구를 시작한 이후 대구 상원중학교, 울산 현대고등학교 등을 거쳤지만 잦은 부상과 재활 기간을 거치던 도중 훌륭한 지도자의 꿈을 안고 2011년 20살의 이른 나이에 지도자 커리어를 시작했다.

## 지도자 경력
2012년 대한축구협회를 통해 중국 난징에서 아시아 축구 연맹이 주최한 축구 지도자 C-라이센스 코칭 코스에서 자격증을 취득한 후 국내로 복귀하여 초·중·고의 여자 축구부 감독을 맡아왔고 지도자 교육을 받으면서 생겨난 김신환 감독과의 인연으로 2017년 동티모르 U-19 남자 대표팀의 코치를 맡으며 동티모르와의 동행을 시작했다. 
이후 이듬해인 2018년 1월 KFA 해외 지도자 사업의 일환으로 동티모르 여자 축구 국가대표팀의 사령탑으로 취임하여 2019년 AFF 여자 챔피언십에서 비록 조별리그를 통과하지 못했지만 싱가포르를 2-1로 꺾고 동티모르 여자 축구 역사상 국제 대회 첫 승이라는 새 역사를 만들었다.